# Fredrik von Friesendorff (militär)
Fredrik Axel Waldemar von Friesendorff, 9:e baronet, född 20 april 1870 i Jakobs församling, Stockholm, död 11 december 1962 i Örebro, Örebro län, var en svensk friherre, tysk-romersk riksfriherre, engelsk baronet samt militär i tjänst för Sverige och Kongostaten.

## Biografi
Fredrik von Friesendorff avlade mogenhetsexamen i maj 1890. Han blev i juni samma år volontär vid Livregementets grenadjärkår och befordrades till sergeant året efter. Åren 1891–1892 var von Friesendorff elev vid Krigsskolan och blev därefter underlöjtnant. 1896 tog han värvning i Kongostatens armé och deltog i dess expedition till Nilens övre lopp. 1899 utnämndes von Friesendorff till kapten i Kongostatens armé och mottog Étoile de Service innan återvände till Sverige. Under tiden hade han blivit löjtnant vid Livregementets grenadjärkår 1897. 1909 blev han kapten och 1923 major där. von Friesendorff var även major vid Dalregementet (I 13) med start 1915. 1925 fick von Friesendorff avsked och 1930 befordrades han till överstelöjtnant i armén. Han blev beviljad att återinträda i reserven i januari 1940 året ut. von Friesendorff var också befälhavare för Örebro rullföringsområde nr 41.

## Familj och titlar
Fredrik von Friesendorff tillhörde den svenska friherrliga ätten von Friesendorff nr 200. Han var son till ryttmästaren friherre Claes Fredric Ludvig von Friesendorff och Anna Vilhelmina ”Mina” Svinhufvud i Westergötland. Som ättling till Johan Fredrik von Friesendorff var han även tysk-romersk riksfriherre och engelsk baronet i och med sin fars död 1897. Som den 9:e baroneten von Friesendorff var han berättigad till prefixet Sir. 
von Friesendorff gifte sig den 11 november 1902 i Örebro med Ester Ida Johanna Bergman, dotter till sparbankskamreraren Claes Bergman och Fredrique Elgérus samt syster till författaren Hjalmar Bergman. De fick två söner och två döttrar.

## Utmärkelser
- Riddare av 1:a klassen av Kungl. Svärdsorden, 6 juni 1913.[3]
- Konogstatens tjänstetecken Étoile de Service, 1899.